# Arcángel Rafael
Rafael (en hebreo: רָפָאֵל‎, romanizado: Rāp̄āʾēl, lit. 'Dios ha sanado' o 'Dios sana'; griego antiguo: Ῥαφαήλ, Raphaḗl; copto: ⲣⲁⲫⲁⲏⲗ, Rafaêl; árabe: رفائيل, Rafā’īl, or إسرافيل, Isrāfīl; amhárico: ሩፋኤል, Rufaʾel) es el arcángel responsable de las curaciones en la mayoría de religiones abrahámicas. Sin embargo, no todas las religiones consideran la identificación de Rafael como canónica.
En el cristianismo, Rafael está generalmente asociado a un ángel sin nombre del Evangelio de Juan, quien mantiene las aguas sanadoras de la piscina de Bethesda, aunque es una de las figuras principales del Libro de Tobías, aceptado como canónico por los católicos y ortodoxos. Se trata de uno de los tres patrones del peregrino. Asimismo, está reconocido como ángel en la Iglesia de Jesucristo de los Santos de los Últimos Días, ya que se menciona brevemente en Doctrina y Convenios. 
En el islam, Rafael es el cuarto ángel en relevancia, y en la tradición islámica es conocido como Israfil. Aunque no es nombrado en el Corán, el hadiz identifica a Israfil con el ángel del Corán 6:73. En la escatología islámica, se le asocia con una trompeta que posa en sus labios, a la espera de que Dios ordene que anuncie el Día del Juicio Final.

## Etimología
El nombre “Rafael” proviene del hebreo “Rafa’el” (רָפָאֵל), que se traduce como “Dios ha sanado” o “Dios sana”. Está compuesto por “rapha” (רָפָא), que significa “sanar” o “curar”, y “El” (אֵל), que significa “Dios”. En la tradición bíblica, Rafael es un arcángel conocido por su papel como sanador y guía, especialmente en el libro de Tobías del Antiguo Testamento.

## Rafael en el judaísmo
Los ángeles mencionados en la Torá, el libro más antiguo de la Biblia hebrea, carecen de nombres. Shimon ben Lakish de Tiberíades (230-270) aseguró que los ángeles recibieron sus nombres gracias a los judíos de Babilonia y algunos comentadores modernos lo corroboran.
Según el Talmud babilónico, Rafael se identifica como uno de los tres ángeles que se le aparecieron a Abraham en el roble de Mamre, en la región de Hebrón. Miguel caminaba en medio, con Gabriel a su derecha y Rafael a su izquierda, albergando cada uno de los tres ángeles una misión específica. La misión de Gabriel era destruir Sodoma; la de Miguel informar a Sara de que daría luz a Isaac en el plazo de un año; y la de Rafael sanar a Abraham de su reciente circuncisión y salvarlo de Lot. Rashi escribió: "Aunque la misión de Rafael incluyó dos tareas, se consideraban una única ya que eran actos que salvaban a gente".
Rafael es nombrado en varios libros apócrifos judíos. La vida de Adán y Eva proporciona una lista de arcángeles como Miguel, Gabriel, Uriel, Rafael y Joel. El filósofo medieval judío Maimónides dio una jerarquía angelical que incluyó al arcángel Rafael. 
Rafael también es mencionado en el Libro de Enoc junto a Miguel, Gabriel y Uriel.

## Rafael en el cristianismo

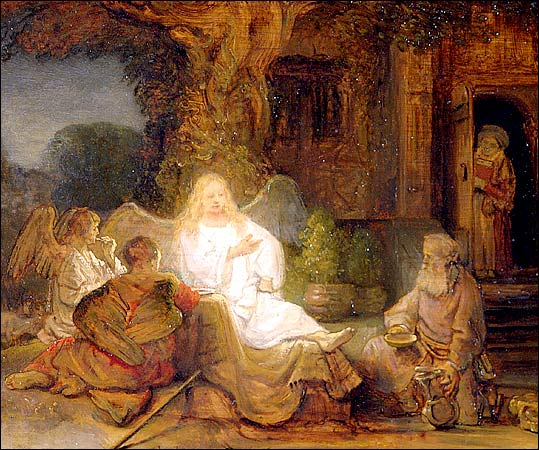
Abraham con los tres ángeles. Rembrandt, 1646.

### Catolicismo y ortodoxos
De acuerdo con el Libro de Tobías 5,4, Yahveh envió a Rafael para acompañar a Tobías, hijo de Tobit, en un viaje largo y peligroso para conseguirle una esposa piadosa al joven. Esta es Sara, quien había visto morir a siete prometidos porque un demonio, de nombre Asmodeo, estaba enamorado de la mujer y mataba al esposo en la noche de bodas.
Los católicos y los ortodoxos consideran que el Libro de Tobías deuterocanónico es canónico. En él, Rafael aparece con apariencia humana cuando acompaña al hijo de Tobit, Tobías, e inicialmente Rafael se presenta como «Azarías, hijo del gran Ananías». Durante el viaje, en varias ocasiones, se muestra la influencia protectora del arcángel, por ejemplo, cuando expulsa un demonio hacia el desierto de Egipto. Después de su travesía y la cura de la ceguera de Tobit, Azarías se presenta como "el ángel Rafael, uno de los siete, que se presenta ante el Señor". Se le venera como San Rafael el Arcángel.

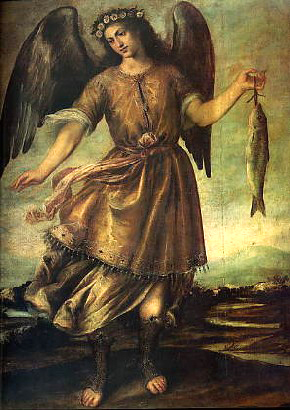
Bartolomé Román, 1647. (Pinacoteca de la Basílica y Convento de San Pedro, Lima.

Con respecto a los poderes sanadores que se le atribuyen a Rafael, él declara a Tobit que el Señor lo envía para curarlo de su ceguera y entregarle a Sara, su futura nuera, al arrebatársela al demonio Asmodeo. Durante el viaje, da instrucciones a Tobías para pescar un pez, del que extraería las vísceras más tarde para alejar al demonio Asmodeo enamorado de Sara y curar la ceguera de su padre. Debido a esto, a Rafael se lo considera protector de los novios o el noviazgo y el pez pertenece a su simbología.
En el Nuevo Testamento, solo se mencionan los arcángeles Gabriel y Miguel. Manuscritos más tardíos del apóstol Juan mencionan a un ángel que descendía a la piscina de Bethesda y movía el agua. Debido a sus poderes sanadores, a este ángel se le asocia habitualmente con Rafael.

#### San Rafael en la Iglesia copta
En el capítulo 21 del Libro de Enoc (siglo II a. C.), que la Iglesia copta tiene por canónico, (al contrario de la mayoría de las iglesias y comunidades cristianas), se nombra a los otros dos:
- Mig El
- Gabri El.

El Libro de Enoc (s. II a. C.) menciona a Rafael como el santo ángel de los espíritus de los humanos, y el encargado de las enfermedades y de todas las heridas de los hijos de los hombres. A San Rafael, en la iglesia Copta, le piden su intercesión para alejar enfermedades.

### Iglesia de Jesucristo de los Santos de los Últimos Días

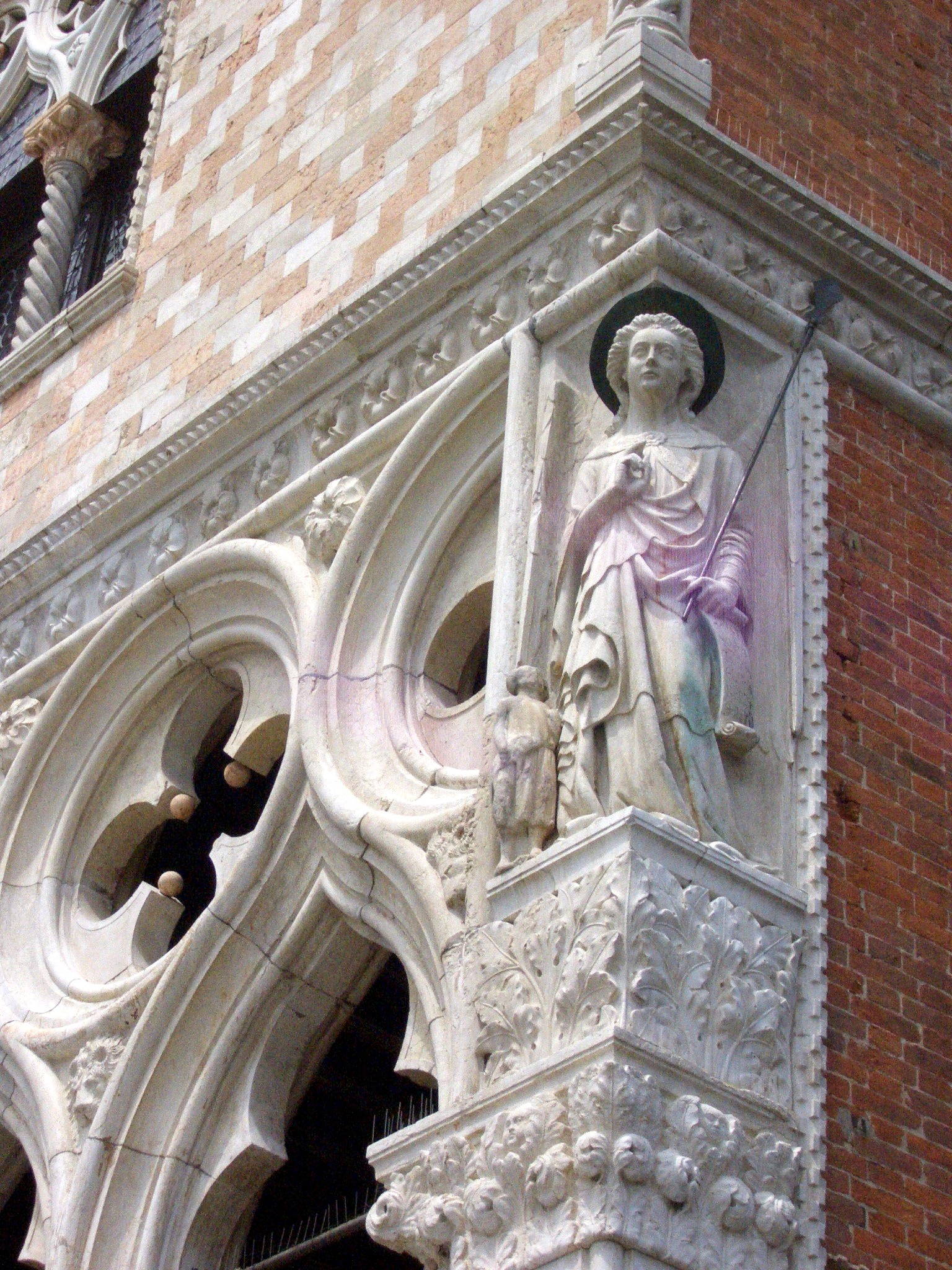
Representación de Rafael en el palacio ducal de Venecia debido a su protección hacia los marineros.

La Iglesia de Jesucristo de los Santos de los Últimos Días, considera a Rafael un ángel del Señor que, junto con otros ángeles como Gabriel y el arcángel Miguel, participó en la restauración del evangelio en estos, los últimos días.

### Protestantismo
La mayoría de las variantes protestantes no identifican al arcángel Rafael como tal, ya que no aceptan como canónico el Libro de Tobías. No se registra veneración angélica en el protestantismo.

### Patronazgo
Debido a sus acciones en el Libro de Tobías y el Evangelio de Juan, San Rafael se asocia como patrón de los viajeros, los ciegos, las reuniones felices, los enfermeros, los físicos, los trabajadores sanitarios, los casamenteros, los matrimonios cristianos y los estudios católicos. Como enemigo particular del demonio, fue protector en la Europa católica de los marineros: en una esquina del palacio ducal de Venecia se halla un relieve que muestra a Rafael con un manuscrito en el que puede leerse: "Efficia fretum quietum" (mantén el golfo tranquilo). El 8 de julio de 1497, cuando Vasco da Gama se embarcó en su cuarto viaje hacia la India, el estandarte fue denominado, con insistencia del rey portugués, el San Rafael. Cuando la flotilla atracó en el cabo de Buena Esperanza el 22 de octubre, los marineros desembarcaron y erigieron una columna en honor del arcángel. La pequeña estatuilla de Rafael que acompañó a Vasco da Gama en su viaje puede observarse en el Museu de Marinha de Lisboa.

### Iconografía

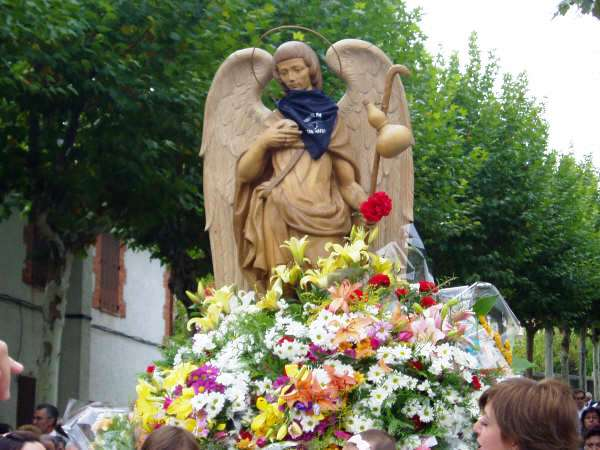
Imagen del arcángel Rafael en procesión, en la localidad segoviana de San Rafael (España), su patrón.

Rafael protege a los peregrinos en sus viajes, por lo que a menudo se le representa con un bastón. También es muy común verlo sobre un pez o enarbolándolo, alusión a la cura de Tobit con las entrañas del pez. Algunos mosaicos primitivos lo muestran junto a otros arcángeles como un cortesano bizantino.

#### Romero de Torres

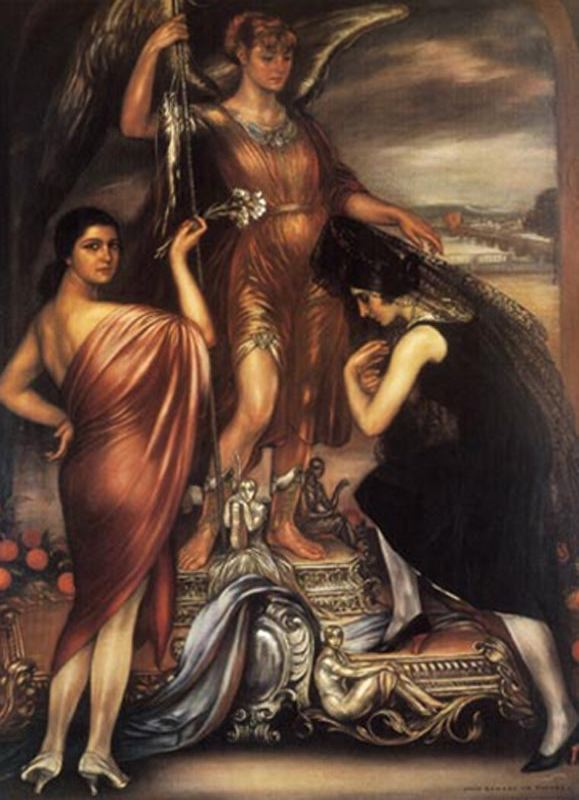
Arcángel San Rafael (1925), de Julio Romero de Torres.

En 1925, Julio Romero de Torres llevó al lienzo una iconografía distinta del arcángel Rafael. Pagada por el Ayuntamiento de Córdoba, el artista quiso representar un arcángel con formas femeninas.

### Día festivo
El día festivo de Rafael fue incluido por primera vez en el calendario romano general de 1921, con celebración el 24 de octubre. En la revisión de 1969 del calendario romano general, la fiesta fue trasladada al 29 de septiembre para coincidir con la de los arcángeles San Miguel y Gabriel. No obstante, la Iglesia católica permite, bajo ciertos límites, la festividad antigua del 24 de octubre en algunos casos.

### Apariciones
Se dice que el arcángel Rafael se apareció en Córdoba, España, durante el siglo XVI. Como respuesta a la proposición de la ciudad, el papa Inocencio X permitió la celebración local en honor del arcángel el 7 de mayo, día en el que habría ocurrido la aparición. San Juan de Dios, fundador de la orden hospitalaria que lleva su nombre, dijo haber tenido apariciones de San Rafael, quien lo animó e instruyó. En tributo a este acontecimiento, muchas de las instalaciones de los hermanos hospitalarios de San Juan de Dios son llamadas como "Centros de Rafael". En el siglo XVIII una monja napolitana, Santa Maria Francisca de las Cinco Llagas, dijo haber visto apariciones de Rafael.

## Rafael en el islam

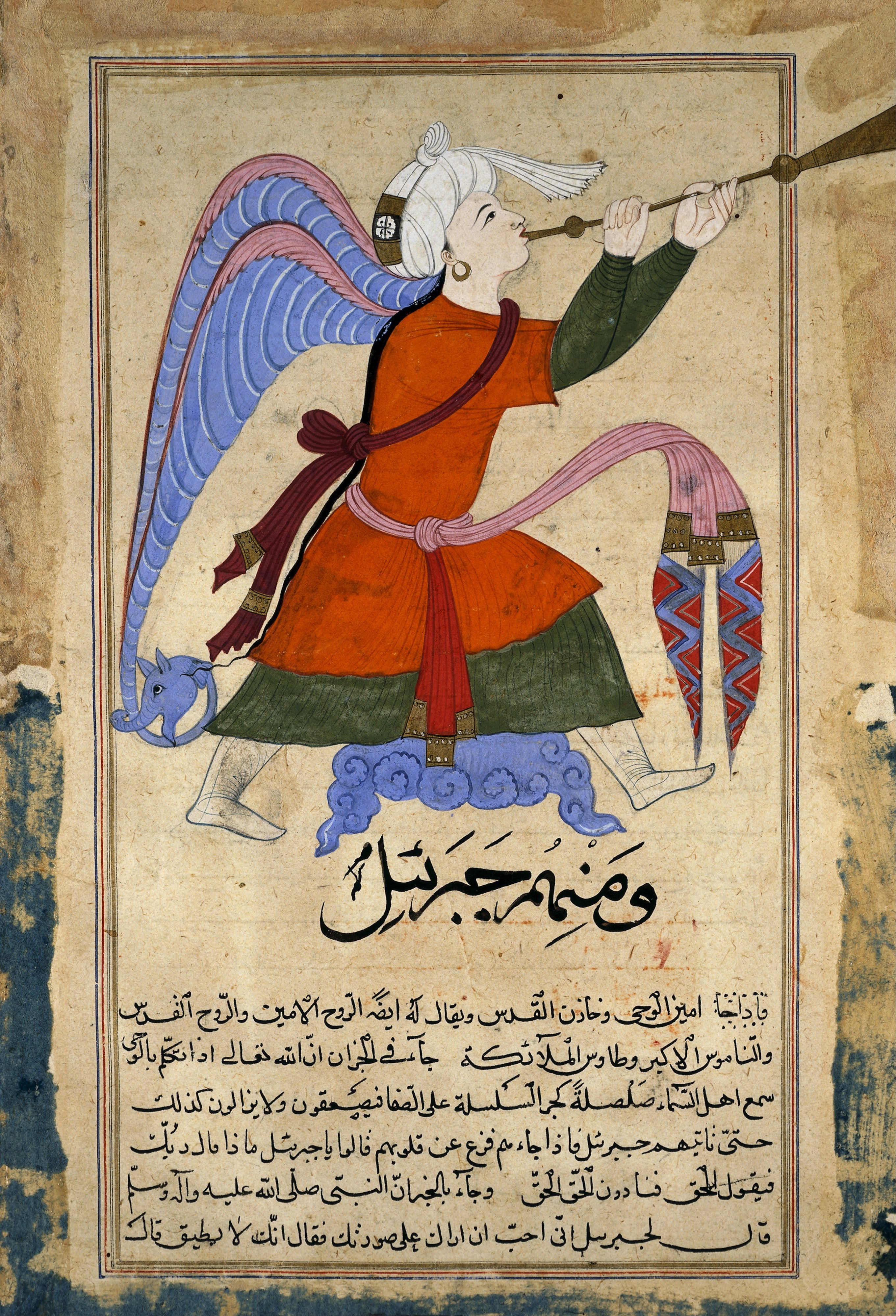
Representación de Israfil (Rafael) en un texto islámico.

Rafael (en árabe: إسرافيل, latinizado: Isrāfīl, otras denominaciones: Israfel, Esrafil) es un venerado arcángel según la tradición islámica. En la escatología islámica, Israfil hará sonar la trompeta desde una roca sagrada en Jerusalén para anunciar el Día de la Resurrección o Día del Juicio Final. La trompeta está constantemente en sus labios, preparado para usarla cuando Dios lo ordene.

### Tradición religiosa
El nombre "Israfil" no se encuentra escrito en el Corán, aunque hay menciones a un ángel trompetero sin nombre que se asocia a su figura.
Algunas fuentes islámicas indican que, creado al comienzo de los tiempos, Israfil posee cuatro alas, y es tan alto que puede alcanzar desde la Tierra los pilares del cielo. Ángel bello y maestro de la música, Israfil le canta a Dios en diversos idiomas, cuyo aliento infiere vida a otros ángeles que cantan canciones. Probablemente es el ángel principal, ya que media entre Dios y otros arcángeles, leyendo la Mesa Reservada para transmitir las órdenes de Dios. Algunos apuntan, aunque es discutido, que se le apareció a Mahoma antes que el arcángel Gabriel.
Según las tradiciones sufíes del imán al-Suyuti, el ghawth o qutb es alguien que alberga un corazón parecido al del arcángel Israfil, significando la majestuosidad del ángel. Los siguientes en la jerarquía son los conocidos como Umdah o Awtad, los cuales tienen corazones parecidos al arcángel Mikhail (Miguel) y los últimos albergan el corazón de Jibrail (Gabriel).

## Devociones
- Wikisource contiene  sobre Oración al arcangel San Raphael.

### San Rafael, ángel custodio de Córdoba

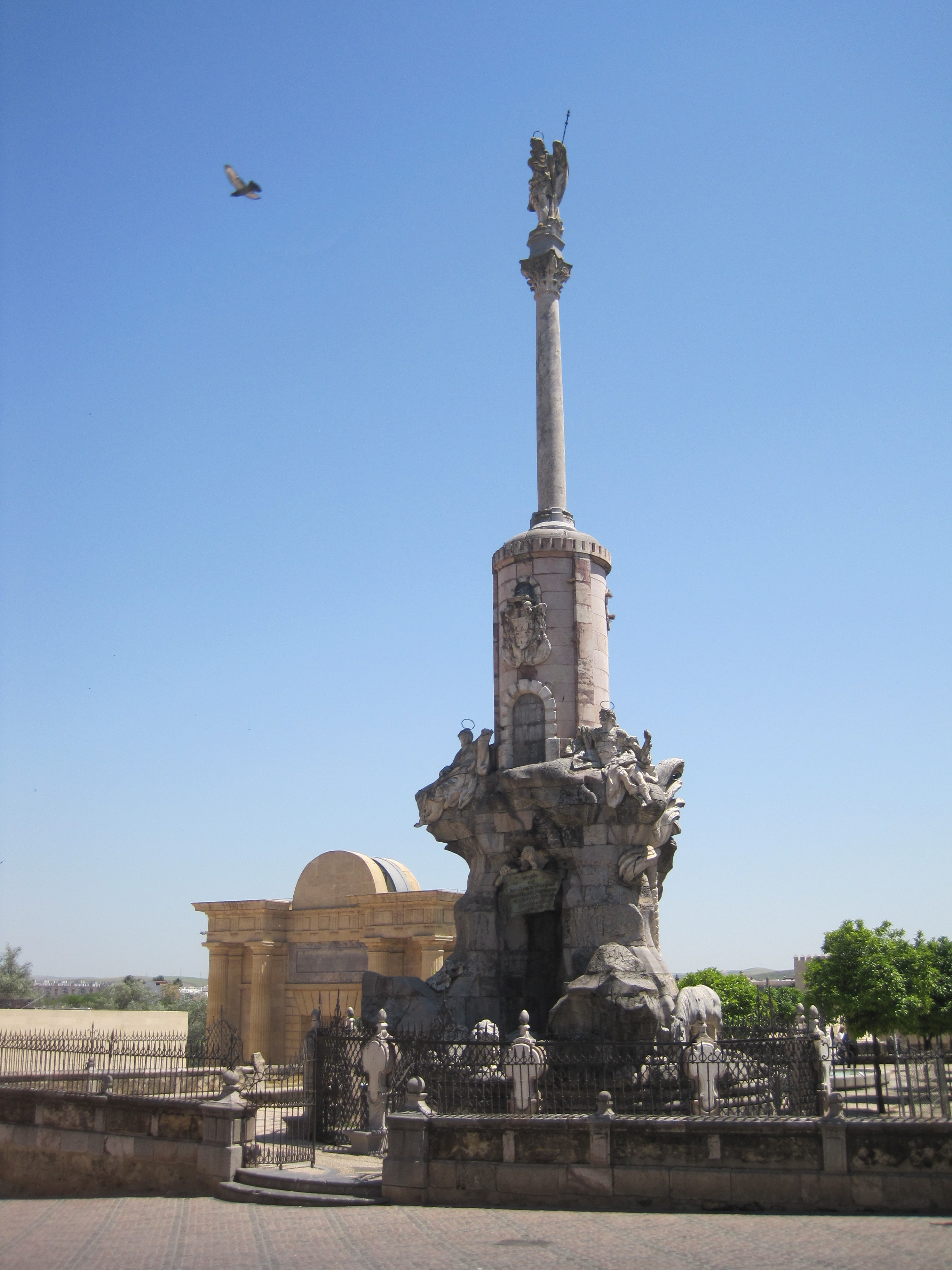
Triunfo de San Rafael de la Puerta del Puente, junto a la Mezquita-Catedral y el puente romano de Córdoba.

Muchos cordobeses creen que el arcángel San Rafael es el patrono de Córdoba, cuando realmente son los mártires Acisclo y Victoria. San Rafael es el custodio de Córdoba desde que se le atribuyó por su protección durante una epidemia de peste. Tras varias apariciones al padre Roelas, en la madrugada del 7 de mayo de 1578, le dijo al sacerdote: “Yo te juro, por Jesucristo Crucificado, que soy Rafael, ángel a quien Dios tiene puesto por guarda de esta ciudad”. Al poco tiempo dejaron de morir personas en Córdoba a causa de la epidemia.
Otro milagro atribuido al arcángel es la intervención en el hallazgo de las reliquias de los Santos Mártires cordobeses cuya urna se conserva en la Basílica Menor de San Pedro de la capital. En unas obras de restauración en noviembre de 1575 se descubren las reliquias de un grupo numeroso de mártires de las persecuciones romanas y mozárabes, agrupadas en una "fosa común". Según el testimonio del padre Roelas, el mismo arcángel San Rafael autentificó esas reliquias afirmando el origen martirial de los restos encontrados. Posteriormente el Concilio Provincial de Toledo del 22 de enero de 1583 declaró auténticos esos mismos restos.
Córdoba posee los conocidos como Triunfos de San Rafael, once monumentos típicamente cordobeses ubicados en diversos puntos de la ciudad en honor al arcángel.

### San Rafael, patrono de Hellín

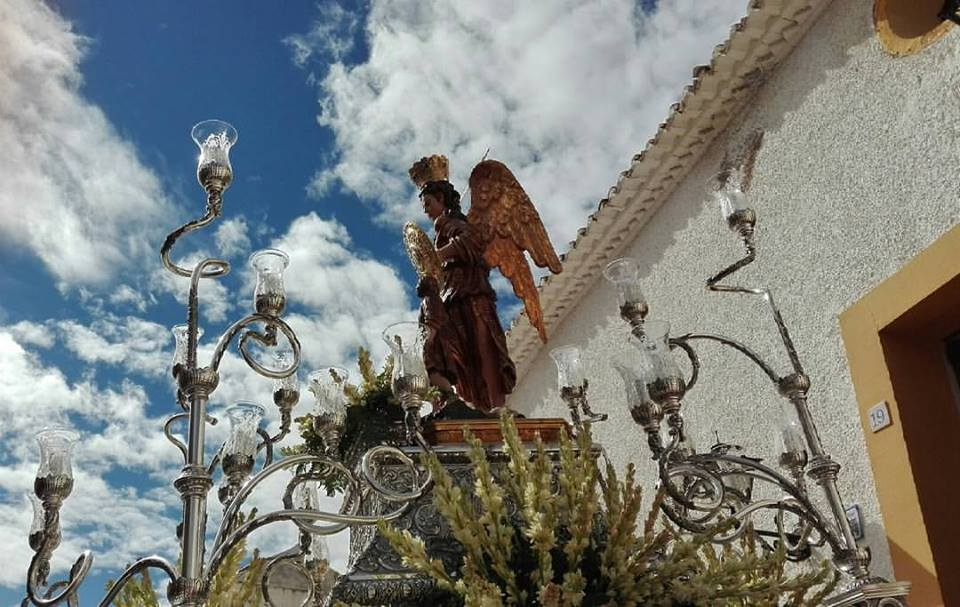
Imagen de San Rafael, patrono de Hellín, saliendo de su ermita.

El arcángel Rafael, es junto con la Virgen del Rosario, el patrono y alcalde perpetuo de la ciudad albaceteña de Hellín. La devoción a esta imagen data del siglo XVI como símbolo de protección contra el pedrisco. En el año 1964 la imagen del santo fue coronada, por el abad de la basílica del Valle de los Caídos como patrón de Hellín. Como anécdota, cabe apuntar que la actual imagen del patrono de la ciudad, no corresponde con la iconografía clásica representativa de San Rafael, sino que representa al arcángel Miguel aunque acompañado con una pequeña imagen de Tobías. El 12 de octubre los hellineros realizan el traslado de la imagen desde su ermita hasta la iglesia Arciprestal de Santa María de la Asunción, donde se celebran los cultos en su honor hasta el día de su festividad el 24 de octubre, manteniendo así la fiesta litúrgica que estaba establecida hasta antes del Concilio Vaticano II, cuando el santo procesiona de vuelta a su ermita. 
Para la coronación de 1964 se estrenó el himno con letra de Tomás Preciado y Música de Antonio Framero.